# Apple Venus Volume 1
Albums de XTC
Nonsuch
(1992) Wasp Star (Apple Venus Volume 2)
(2000)
Singles
1. Easter Theatre
Sortie : avril 1999
2. I'd Like That
Sortie : juin 1999

Apple Venus Volume 1 est le onzième album du groupe XTC, sorti en février 1999, et le premier après la rupture du groupe avec sa maison de disques, Virgin Records.
Une édition entièrement instrumentale de l'album est parue en 2002 sous le titre Instruvenus.

## Titres
Toutes les chansons sont d'Andy Partridge, sauf mention contraire.
1. River of Orchids – 5:53
2. I'd Like That – 3:50
3. Easter Theatre – 4:37
4. Knights in Shining Karma – 3:39
5. Frivolous Tonight (Colin Moulding) – 3:10
6. Greenman – 6:17
7. Your Dictionary – 3:14
8. Fruit Nut (Moulding) – 3:01
9. I Can't Own Her – 5:26
10. Harvest Festival – 4:15
11. The Last Balloon – 6:40

## Musiciens
- Andy Partridge : guitares, claviers, chant
- Colin Moulding : basse, chant
- Dave Gregory : guitares, claviers, chœurs

Avec :
- Guy Barker : trompette, bugle (11)
- Mike Batt : arrangements (6, 9)
- Haydn Bendall : claviers
- Nick Davis : claviers
- Prairie Prince : batterie, percussions
- Steve Sidwell : trompette (3)
- Gavin Wright et le London Sessions Orchestra